# Jan Baptysta Tęczyński
Jan Baptysta Tęczyński  herbu Topór (ur. 1540, zm. w grudniu 1563 w Kopenhadze) – polski szlachcic, wojewoda bełski (1563) i starosta lubelski (1560-1563), dziedzic Kraśnika, dyplomata, hrabia (tytuł Świętego Imperium Rzymskiego od 1527 roku). 
Jego ojcem był Stanisław Gabriel Tęczyński h. Topór, kasztelan lwowski, wojewoda krakowski i sandomierski. Matką była Anna Bogusz, a siostrą Katarzyna  Tęczyńska (1544-1592), żona Jerzego Olelkowicza i następnie Krzysztofa Mikołaja Pioruna Radziwiłła. 
W młodości studiował na Akademii Krakowskiej. W 1561 r. otrzymał urzędy starosty urzędowskiego i lubelskiego. Był w tym czasie najmłodszym senatorem Rzeczypospolitej. Wyjechał w 1556 r. z Kraśnika do Paryża na cztery lata, wysłany przez ojca w celu pobierania nauk. Odbył podróże edukacyjne do Francji (1556-1560) oraz do Bazylei (1557) i Hiszpanii (1559-1560). 
W 1561 roku został wysłany przez króla z poselstwem do Szwecji i Finlandii. Podczas pobytu na dworze szwedzkim zakochał się w królewnie Cecylii – córce króla Gustawa Wazy i siostrze Eryka i zaczął zabiegać o jej rękę. Po uzyskaniu zgody na małżeństwo wrócił do Polski. By zdobyć fundusze „darował wieczyście” (za pożyczki) miasto Kraśnik wraz z zamkiem i okolicznymi wsiami swoim kuzynom Janowi i Andrzejowi Tęczyńskim. 
We wrześniu  1563 roku wyruszył drogą morską wraz ze swoim kuzynem  Janem Tęczyńskim - starostą rohatyńskim i towarzyszącym im orszakiem, by sfinalizować zabiegi o rękę Cecylii. Do ślubu jednak nie doszło. W drodze do Szwecji Tęczyńscy zostali uwięzieni przez Duńczyków, którzy wtedy prowadzili wojnę ze Szwedami. Jan Baptysta zmarł w grudniu 1563 roku w więzieniu w Kopenhadze. Jego ciało sprowadził do Polski kuzyn  – ordynat Jan Zamoyski, który prawdopodobnie był też fundatorem nagrobku, wykonanego w pracowni słynnego Santi Gucciego. Jan Baptysta został pochowany w Kraśniku w rodzinnej kaplicy, w kościele parafialnym.
W 1651 lub 1652 roku portret Tęczyńskiego i Cecylii uwiecznił na medalu holenderski artysta Steven van Herwijck.
Historię tej miłości i nieszczęśliwej podróży opisał Jan Kochanowski w utworze Pamiątka wszytkimi cnotami hojnie obdarzonemu Janowi Baptiście hrabi na Tęczynie oraz Julian Ursyn Niemcewicz w romansie historycznym Jan z Tęczyna. Powieść historyczna (1825) a także Franciszek Karpiński w wierszu O Tęczyńskim.